# فيستفورنه
فيستفورنه Westvoorne  هي مدينة وبلدية غرب هولندا، في مقاطعة جنوب هولندا.

## طوبوغرافيا
خريطة طوبوغرافية هولندية لبلدية فيستفورنه، يوليو 2013، (تقرأ بعد ثلاث نقرات على الخريطة).